# Dev
Devin Star Tailes (Tracy, California, 2 de julio de 1989), más conocida como Dev, es una cantante, compositora, actriz y modelo estadounidense. Fue descubierta por The Cataracs cuando colgó una versión de una canción de Amy Winehouse en su página de MySpace. Su canción «Booty Bounce» fue sampleada en el éxito de Far East Movement «Like a G6», que alcanzó el número uno en el Billboard Hot 100 y obtuvo más de 3 millones de descargas en Estados Unidos. Dev firmó con la discográfica Universal Music en octubre de 2010 y lanzó su primer sencillo oficial "Bass Down Low" en diciembre del mismo año. El álbum debut de Dev, The Night the Sun Came Up, fue lanzado el 20 de septiembre de 2011.

## Biografía
Dev nació en Tracy, California. Sus padres son Lisa y Riki Tailes. Dev creció en Manteca, California. Es de origen mexicano, portugués y costarricense. Tiene dos hermanas pequeñas, Sierra Sol y Maezee Lua. Con cuatro años empezó a nadar y formó parte del programa de desarrollo olímpico de los Estados Unidos. Fue a la escuela elemental Brock Elliott y se graduó en Sierra High School, donde formaba parte de una banda y un coro. En la universidad estudió Lengua Inglesa e Historia del Arte.
Subió en MySpace una versión de Blonde Trick una canción de Amy Winehouse, en la que se describía a ella misma como "rara y diferente", con la que The Cataracs se fijaron en ella. Dejó la universidad en el primer año y se centró en su carrera musical. Seis meses después, Dev y The Cataracs lanzaron "2nite". En 2009, Dev se mudó a Los Ángeles para producir música con The Cataracs.En 2010, The Cataracs produjeron, junto con Far East Movement, "Like a G6" con una estrofa de "Booty Bounce" como estribillo del éxito mundial. "Like a G6" alcanzó el número 1 en el Billboard Hot 100 y vendió más de 3 millones de descargas.
El 20 de diciembre del 2011, grabó «Naked» con Enrique Iglesias, y lanzada a la venta digital el 6 de enero alcanzando rápidamente el puesto número 1 en iTunes México, y el segundo puesto en Hot Dance Club Songs (Billboard), en Estados Unidos y en Ultratop en Bélgica. La canción fue escrita entre Dev, Enrique Iglesias y The Cataracs, siendo producida por estos últimos.
El video se grabó en febrero del 2012 en Las Vegas, siendo publicado en la cuenta de Dev de YouTube el 29 de marzo, actualmente el video tiene poco más de 30 millones de visitas.
En septiembre de 2011, Dev, anunció públicamente que ella y su novio Jimmy Gorecki estaban esperando una niña.
El 9 de diciembre a las 05:28 a. m., Dev dio a luz a Emilia Lovely Gorecki.

## The Night the Sun Came Up (2010-2013)

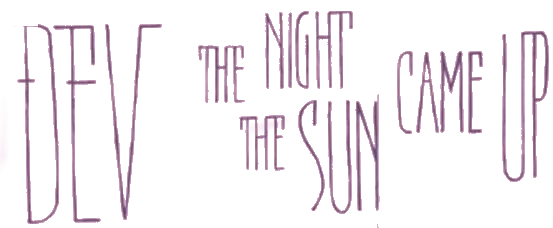
The Night the Sun Came Up es el álbum de estudio debut del artista estadounidense Dev.

En agosto de 2010, se lanzó el videoclip de "Booty Bounce", que ha generado más de 18 millones de visitas. En octubre de 2010, Dev firmó un contrato con Universal Republic y su primer sencillo oficial, "Bass Down Low", fue puesto al servicio de las radios en noviembre. El video del sencillo ha recibido más de 60 millones de visitas alrededor del mundo. Se comparó a Dev con Kesha, pero la chica de Manteca está demostrando tener su propio estilo, muy personal.  El segundo sencillo, «In The Dark», llegó a las radios el 25 de febrero de 2011. Este fue el sencillo más exitoso del álbum en los Estados Unidos llegando a ubicarse en el número 11 del Billboard Hot 100 y recibiendo la certificación de platino. Su video musical se estrenó el 8 de julio de 2011 con 3 millones de visitas en 1 sola semana.
Desde 2009, Dev ha estado trabajando en el primer álbum con sus productores The Cataracs. En marzo de 2011, Dev y The Cataracs, junto con Indie Pop, viajaron a Costa Rica para grabar la mayor parte del material para el álbum.
Dev también sacó a la luz dos sencillos promocionales a través de Twitter: «Poison» cover de la canción de Bill Bev Devoe y «Call Me"» cover de la canción de Blondie. 
Dev ha estado trabajando en colaboraciones con numerosos artistas, entre ellos Flo Rida (en su canción «In The Dark»), New Boyz (Backseat), JLS (She Makes Me Wanna), Travis Barker (Knockin con Snoop Dogg), Eric Saade (Hotter Than Fire), Con Demi Lovato (Who's that boy) e incluso David Guetta («I Just Wanna F*ck», canción que forma parte del álbum Nothing But the Beat).
El 20 de septiembre del mismo año publicó su álbum debut The Night the Sun Came Up debutando en la posición 61 de Billboard 200 vendiendo 100.000 copias en su primera semana.

## EP: Bittersweet July (2013-presente)
El 17 de diciembre de 2013, Dev regresa con un nuevo sencillo llamado "Kiss It" con la colaboración del rapero Sage The Gemini y producido por Hit-Boy. Este sencillo es el primero de Bittersweet July, un EP que Republic Records pone a la venta en febrero de 2014.

## Discografía

### Álbumes de estudio
| Título                           | Detalles | Posiciones en Listas | Posiciones en Listas | Posiciones en Listas | Posiciones en Listas |
| Título                           | Detalles | US                   | US D/E               | CAN                  | UK                   |
| -------------------------------- | --- | -------------------- | -------------------- | -------------------- | -------------------- |
| The Night the Sun Came Up        | - Lanzamiento: 31 de agosto de 2011 - Discográfica: Universal Republic - Formatos: CD, descarga digital, streaming | 61                   | 6                    | 67                   | 136                  |
| I Only See You When I'm Dreamin' | - Lanzamiento: 8 de septiembre de 2017 - Discográfica: Independiente - Formatos: CD, descarga digital, streaming   | —                    | —                    | —                    | —                    |

## Extended plays
| Título                                              | Detalles                                                                                                  | Posiciones en Listas |
| Título                                              | Detalles                                                                                                  | US D/E               |
| --------------------------------------------------- | --- | -------------------- |
| Not All Love Songs Have to Be So Sad (con NanosauR) | - Lanzamiento: 31 de julio de 2014 - Discográfica: Rica Lyfe - Formatos: Descarga digital, streaming      | —                    |
| Bittersweet July                                    | - Lanzamiento: 23 de septiembre de 2014 - Discográfica: Rica Lyfe - Formatos: Descarga digital, streaming | 16                   |
| Bittersweet July, Pt. 2                             | - Lanzamiento: 15 de diciembre de 2014 - Discográfica: Rica Lyfe - Formatos: Descarga digital, streaming  | —                    |

## Sencillos

### Como artista Principal
| Título                                                                            | Año  | Posiciones en Listas | Posiciones en Listas | Posiciones en Listas | Posiciones en Listas | Posiciones en Listas | Posiciones en Listas | Posiciones en Listas | Posiciones en Listas | Certificaciones | Álbum                            |
| Título                                                                            | Año  | US                   | US Dance             | US Rhy.              | AUS                  | CAN                  | DEN                  | IRL                  | UK                   | Certificaciones | Álbum                            |
| --------------------------------------------------------------------------------- | ---- | -------------------- | -------------------- | -------------------- | -------------------- | -------------------- | -------------------- | -------------------- | -------------------- | --------------- | -------------------------------- |
| "Bass Down Low" (con The Cataracs)                                                | 2010 | 61                   | —                    | 24                   | 66                   | 35                   | —                    | 28                   | 10                   | - BPI: Plata    | The Night the Sun Came Up        |
| "In the Dark"                                                                     | 2011 | 11                   | 1                    | 2                    | 41                   | 13                   | 22                   | 33                   | 37                   | - RIAA: Platino | The Night the Sun Came Up        |
| "Naked" (con Enrique Iglesias)                                                    | 2011 | 99                   | 2                    | 30                   | —                    | 54                   | 26                   | —                    | —                    |                 | The Night the Sun Came Up        |
| "In My Trunk" (con 2 Chainz)                                                      | 2012 | —                    | —                    | —                    | —                    | —                    | —                    | —                    | —                    |                 | The Night the Sun Came Up        |
| "Kiss It" (con Sage the Gemini)                                                   | 2013 | —                    | —                    | 34                   | —                    | —                    | —                    | —                    | —                    |                 | Sin álbum                        |
| "Honey Dip"                                                                       | 2014 | —                    | —                    | —                    | —                    | —                    | —                    | —                    | —                    |                 | Bittersweet July                 |
| "Parade"                                                                          | 2015 | —                    | —                    | —                    | —                    | —                    | —                    | —                    | —                    |                 | Bittersweet July, Pt. 2          |
| "#1" (con Nef the Pharaoh)                                                        | 2016 | —                    | —                    | 15                   | —                    | —                    | —                    | —                    | —                    |                 | Sin álbum                        |
| "All I Wanna Do"                                                                  | 2017 | —                    | —                    | —                    | —                    | —                    | —                    | —                    | —                    |                 | I Only See You When I'm Dreamin' |
| "Come at Me"                                                                      | 2017 | —                    | —                    | —                    | —                    | —                    | —                    | —                    | —                    |                 | I Only See You When I'm Dreamin' |
| "Mango"                                                                           | 2020 | —                    | —                    | —                    | —                    | —                    | —                    | —                    | —                    |                 | Sin álbum                        |
| "Follow My Lead"                                                                  | 2020 | —                    | —                    | —                    | —                    | —                    | —                    | —                    | —                    |                 | Sin álbum                        |
| "Bom Dia"                                                                         | 2020 | —                    | —                    | —                    | —                    | —                    | —                    | —                    | —                    |                 | Sin álbum                        |
| "Menina Bonita"                                                                   | 2021 | —                    | —                    | —                    | —                    | —                    | —                    | —                    | —                    |                 | Sin álbum                        |
| "Y Como Yo"                                                                       | 2022 | —                    | —                    | —                    | —                    | —                    | —                    | —                    | —                    |                 | Sin álbum                        |
| "Mami Papi"                                                                       | 2022 | —                    | —                    | —                    | —                    | —                    | —                    | —                    | —                    |                 | Sin álbum                        |
| "Summer"                                                                          | 2023 | —                    | —                    | —                    | —                    | —                    | —                    | —                    | —                    |                 | Sin álbum                        |
| "Discoteca" (con Ape Drums & NEZ)                                                 | 2023 | —                    | —                    | —                    | —                    | —                    | —                    | —                    | —                    |                 | Sin álbum                        |
| "Tilt"                                                                            | 2024 | —                    | —                    | —                    | —                    | —                    | —                    | —                    | —                    |                 | Sin álbum                        |
| "IRLI"                                                                            | 2024 | —                    | —                    | —                    | —                    | —                    | —                    | —                    | —                    |                 | Sin álbum                        |
| "Big Bossy"                                                                       | 2025 | —                    | —                    | —                    | —                    | —                    | —                    | —                    | —                    |                 | Sin álbum                        |
| "—" denotes a recording that did not chart or was not released in that territory. |      |                      |                      |                      |                      |                      |                      |                      |                      |                 |                                  |

### Como artista Invitada
| Título                                                                      | Año  | Posiciones en Listas | Posiciones en Listas | Posiciones en Listas | Posiciones en Listas | Posiciones en Listas | Posiciones en Listas | Posiciones en Listas | Posiciones en Listas | Posiciones en Listas | Posiciones en Listas | Certificaciones                                                                                            | Álbum            |
| Título                                                                      | Año  | US                   | US Dance             | AUS                  | FRA                  | CAN                  | IRL                  | NZ                   | SWE                  | SWI                  | UK                   | Certificaciones                                                                                            | Álbum            |
| --------------------------------------------------------------------------- | ---- | -------------------- | -------------------- | -------------------- | -------------------- | -------------------- | -------------------- | -------------------- | -------------------- | -------------------- | -------------------- | --- | ---------------- |
| "Like a G6" (Far East Movement con The Cataracs & Dev)                      | 2010 | 1                    | 3                    | 2                    | 14                   | 3                    | 12                   | 1                    | 7                    | 10                   | 5                    | - RIAA: 4× Platino - ARIA: 3× Platino - BEA: Oro - BPI: Platino - GLF: Oro - IFPI SWI: Oro - RMNZ: Platino | Free Wired       |
| "Backseat" (New Boyz con The Cataracs & Dev)                                | 2011 | 26                   | —                    | 89                   | 91                   | 52                   | —                    | 28                   | —                    | —                    | 55                   | - RIAA: Platino                                                                                            | Too Cool to Care |
| "Top of the World" (The Cataracs con Dev)                                   | 2011 | —                    | —                    | —                    | 66                   | 61                   | —                    | —                    | —                    | —                    | —                    | - RIAA: Oro                                                                                                | Sin álbum        |
| "She Makes Me Wanna" (JLS con Dev)                                          | 2011 | —                    | 25                   | —                    | —                    | —                    | 2                    | —                    | —                    | —                    | 1                    | - BPI: Platino                                                                                             | Jukebox          |
| "Hey Hey Hey (Pop Another Bottle)" (Laurent Wéry con Swift K.I.D. & Dev)    | 2011 | —                    | 14                   | 2                    | —                    | —                    | 47                   | 29                   | —                    | 63                   | —                    | - ARIA: 3× Platino                                                                                         | Sin álbum        |
| "Hotter Than Fire" (Eric Saade con Dev)                                     | 2011 | —                    | —                    | —                    | —                    | —                    | —                    | —                    | 5                    | —                    | —                    | | Saade Vol. 2     |
| "Sunrise" (The Cataracs con Dev)                                            | 2011 | —                    | —                    | —                    | —                    | —                    | —                    | —                    | —                    | —                    | —                    | | Sin álbum        |
| "Turn the World On" (Static Revenger con Dev)                               | 2012 | —                    | —                    | —                    | —                    | —                    | —                    | —                    | —                    | —                    | —                    | | Sin álbum        |
| "Mary" (2AM Club con Big Sean & Dev)                                        | 2012 | —                    | —                    | —                    | —                    | —                    | —                    | —                    | —                    | —                    | —                    | | Moon Tower (EP)  |
| "Danse" (Mia Martina con Dev)                                               | 2013 | —                    | 35                   | —                    | —                    | 29                   | —                    | —                    | —                    | —                    | 94                   | - MC: Oro                                                                                                  | Mia Martina      |
| "Hey Ricky" (Nervo con Kreayshawn, Dev & Alisa Ueno)                        | 2015 | —                    | —                    | —                    | —                    | —                    | —                    | —                    | —                    | —                    | —                    | | Collateral       |
| "Electric Walk" (Nytrix con Dev)                                            | 2015 | —                    | 8                    | —                    | —                    | —                    | —                    | —                    | —                    | —                    | —                    | | Sin álbum        |
| "We Rock It" (Sander Kleinenberg con Dev)                                   | 2016 | —                    | —                    | —                    | —                    | —                    | —                    | —                    | —                    | —                    | —                    | | Sin álbum        |
| "Everything" (Wreckno & Super Future con Dev)                               | 2022 | —                    | —                    | —                    | —                    | —                    | —                    | —                    | —                    | —                    | —                    | | Sin álbum        |
| "Make Ya Body Whistle" (The Cataracs con Dev)                               | 2025 | —                    | —                    | —                    | —                    | —                    | —                    | —                    | —                    | —                    | —                    | | Sin álbum        |
| "—" denota que el sencillo no se lanzó o no se posicionó en ese territorio. |      |                      |                      |                      |                      |                      |                      |                      |                      |                      |                      | |                  |

## Videos musicales
| Año  | Video                                              | Director             |
| ---- | -------------------------------------------------- | -------------------- |
| 2010 | "Like a G6" (con Far East Movement & The Cataracs) | Matt Alonzo          |
| 2010 | "Mobbin" (con Bobby Brackins)                      | Jonathan Singer-Vine |
| 2010 | "Booty Bounce"                                     | Ethan Lader          |
| 2010 | "Bass Down Low"                                    | Ethan Lader          |
| 2011 | "Backseat" (con New Boyz & The Cataracs)           |                      |
| 2011 | "Top of the World" (con The Cataracs)              | Ethan Lader          |
| 2011 | "She Makes Me Wanna" (con JLS)                     | Colin Tilley         |
| 2011 | "Sunrise" (con The Cataracs)                       |                      |
| 2011 | "In the Dark"                                      | Ethan Lader          |
| 2011 | "Hotter Than Fire" (con Eric Saade)                | Tobias Nordquist     |
| 2012 | "Dancing Shoes"                                    | Mickey Finnegan      |
| 2012 | "In My Trunk"                                      |                      |
| 2012 | "Take Her From You"                                |                      |
| 2012 | "Kiss My Lips" (con Fabolous)                      |                      |
| 2013 | "Danse" (con Mia Martina)                          | Michael Maxxis       |
| 2014 | "Kiss It" (con Sage The Gemini)                    | Corey Nickols        |